# Tadeusz Zajączkowski
Tadeusz Zajączkowski (ur. 10 listopada 1939 w Cząstkowie Polskim na terenach utworzonego przez Niemców powiatu Płońsk, przyłączonego do Prus Wschodnich, zm. 5 grudnia 2023 w Essen) – polsko-niemiecki chirurg-urolog i historyk medycyny.

## Życiorys
Był synem rolnika Hieronima Zajączkowskiego (1911–1990) i Genowefy z domu Topolskiej (1921–2017).
Od roku 1945 uczęszczał do szkoły podstawowej w Cząstkowie Mazowieckim, od roku 1953 do liceum w Modlinie, w roku 1957 uzyskał maturę.
W latach 1958–1964 studiował na Akademii Medycznej w Szczecinie. Po zdaniu 26 lipca 1964 egzaminu państwowego, od 1 października 1964 do 31 maja 1966 był asystentem na oddziałach pediatrii, chirurgii, ginekologii, położnictwa i chorób wewnętrznych szpitali szczecińskich. Następnie przez dwa lata odbywał obowiązkową służbę wojskową jako lekarz w jednostce wojskowej w Szczecinie. 
W roku 1966 poślubił lekarkę Elżbietę Marię Wojewską i w latach następnych został ojcem dwóch synów: Andrzeja Pawła (1967) i Antoniego Michała (1969).
Rozpoczął specjalizację z chirurgii pod kierownictwem prof. Jana Kortasa na I klinice chirurgicznej, od 1 czerwca 1968 pod kierownictwem prof. Rafała Heftmanna na II klinice chirurgii. Przez cztery lata specjalizował się w urologii pod kierownictwem prof. Alfonsa Wojewskiego. 
22 listopada 1972 uzyskał promocję doktorską za pracę „Etiologia i terapia kamicy odlewowej w nerkach”. Był lekarzem w Rostocku, Warszawie, Krakowie, Katowicach i w Lund. 
W lecie 1973 przez trzy miesiące pełnił obowiązki lekarza na statku-bazie przetwórczej MS Gryf Pomorski. 
Po zdaniu 31 października 1973 egzaminu specjalizacyjnego z urologii, od 1 stycznia 1974 został adiunktem kliniki urologicznej Akademii Pomorskiej w Szczecinie.
12 września 1975 zamieszkał wraz z rodziną w Niemczech Zachodnich. Otrzymał pracę w katolickiej klinice w Duisburgu, musiał jednak jako asystent w szpitalu św. Barbary w Hamborn nostryfikować uprawnienia. Od 1 kwietnia 1976 przeszedł do katolickiego szpitala mariackiego w Essen-Altenessen. 
Szkolił się w zakresie urologii w klinikach urologicznych w Rostocku, Warszawie, Krakowie, Katowicach i w Lund. 
W listopadzie 1976 otrzymał obywatelstwo niemieckie. W roku 1984 odwiedził kliniki urologiczne w Nowym Jorku i Miami. Wykładał na wydziale medycznym uniwersytetu Duisburg-Essen. 1 stycznia 2006 przeszedł w stan spoczynku. Mieszkał wraz z żoną w Mülheim an der Ruhr. 
Oprócz działalności jako lekarz urolog zajmował się historią medycyny. Od roku 2008 współpracował z redakcją „Przeglądu Urologogicznego”, zaś od roku 2011 był kierownikiem działu historycznego w Przeglądzie Urologicznym. Od roku 2010 był członkiem honorowym Polskiego Towarzystwa Urologicznego. 

## Dzieła
- Jean-Emmanuel Gilibert (1741–1814) – założyciel Szkoły Lekarskiej w Grodnie oraz profesor Uniwersytetu w Wilnie. [w:] „Przegląd Urologiczny” 123 (2020), s. 94–100.
- Johann Anton von Mikulicz-Radecki (1850–1905) – a pioneer of gastroscopy and modern surgery: his credit to urology. [w:] „World Journal of Urology” 26 (2008), S. 75–86.
- Felix Hagen – West Pomerania´s pioneer urologist. [w:] „European Urology Today” 32 (2008).
- Ludwik von Rydygier (1850-1920) and his Contribution to the Advancement of Surgery and his Credit for Urology. [w:] Dirk Schultheiss: 'de „Historia Urologiae Europaeae”, History Office, European Association of Urology, vol. 15 (2008), s. 123–154.
- Ludwik von Rydygier (1850-1920) – pioneer of gastric surgery and his contribution to urology. [w:] „Central European Journal of Urology” 62 (2009), s. 233-236.
- z Andreasem Paulem Zamannem: Johannes Anton Freiherr von Mikulicz-Radecki (1850–1905). Sein Beitrag zur Urologieentwicklung. [w:] „Der Urologe” 49 (2010), s. 280–285.
- Remembering Heinrich Klose (1879–1968). First Professor of Academic Surgery in Danzig. [w:] „European Urology Today” (2009), s. 24.
- The beginnings of antituberculosis service in Stettin. Hermann Braeuning – the first director of the Tuberculosis Hospital in Stettin-Hohenkrug (Szczecin-Zdunowo). [w:] „Annales Academiae Medicae Stetinensis” (2011)
- Franz von Pauyla Gruithuisen (1774-1852) – Vorreiter der Lithotripsie. Pioneer of Lithotripsy. Endo-Press, Tuttlingen 2011.
- Tadeusz Zajączkowski, Rüdiger Döhler: Antoni Tyzenhauz (1733–1785) – inicjator rozwoju przemysłu, nauki, kultury i sztuki, założyciel Szkoły Położnych i Szkoły Lekarskiej w Grodnie. Przegląd Urologiczny 2/2022, S. 72–76.